# كلية طب القصر العيني (جامعة القاهرة)
قصر العيني أو كلية الطب بجامعة القاهرة  ويشار له ايضاً كلية طب ومستشفيات جامعة القاهرة هو مجمع صحي تعليمي متكامل يقع في منطقة قصر العيني بمنيل الروضة القاهرة، يشتمل على كلية الطب في جامعة القاهرة وهي أول مدرسة طبية أنشئت بمصر القاهرة على عهد محمد علي باشا عام 1827، ويشتمل ايضاً مستشفيات جامعة القاهرة (وتسمى أيضاً بمستشفيات القصر العيني) والعديد من المعاهد العلمية.
سميت نسبة إلى أحمد العيني باشا الذي تبرع بقصره إلى الكلية وأنشئت عليه المدرسة الطبية بمصر وهو مكان مستشفى قصر العيني الفرنساوي حالياً. وتقبل الكلية حوالي 1600 طالب سنويا من آلالاف الطلاب المتقدمين للالتحاق بها، والدراسة بالكلية لمدة 5 سنوات، يعقبها فترة امتياز لمدة عامين، يتم تدريب الأطباء الخريجين على الممارسة العامة للمهنة في مستشفيات الكلية.

## الاقسام و التخصصات في الكلية
- قسم أمراض القلب
- مختبرات العناية المركزة والقسطرة
- قسم طب وجراحة العيون
- وحدة تجارب الكيمياء الحيوية الطبية المتخصصة
- أمراض الجهاز الهضمي والكبد والأمراض المعدية .
- المركز الوطني للسموم السريرية
- مركز بحوث الأحياء الدقيقة
- تشخيص وعلاج أمراض الكبد البلهارسية
- جراحة المسالك البولية
- طب الذكورة
- جراحه الاعصاب
- الجراحة التجميلية
- الجراحة العامة
- جراحة الأورام
- جراحة العظام وجراحة الرضوح
- الأنف والأذن والحنجرة
- وحدة علاج وجراحة الفشل الكلوي
- وحدة أبحاث T.B.
- وحدة قياس اللياقة والإعاقة للأمراض المهنية
- مركز العلاج الإشعاعي للأورام والطب النووي
- وحدة اختبار أعراض الورم
- جراحة القلب والصدر
- السمع
- وحدة بحوث الفيزيولوجيا العصبية
- وحدة أبحاث زراعة أنسجة الكروموسومات
- وحدة علاج النطق والاستماع
- وحدة علاج اضطرابات النوم والشخير
- زراعة القوقعة ومختبر الأذن ووحدة البنك
- وحدة أبحاث علاج الصرع
- وحدة الجذام
- تشخيص وعلاج العيون بالليزر
- أمراض الرئة والرعاية الحرجة لأمراض الرئة
- وحدة الطفيليات
- وحدة الأشعة التشخيصية
- وحدة الأشعة التداخلية
- مستشفى أبو الريش المنيرة الجامعي للأطفال
- مستشفى أبو الريش الياباني للأطفال الجامعي
- وحدة رعاية الأطفال المصابين بالسكري والغدد الصماء والتمثيل الغذائي
- مستشفى الطب النفسي والإدمان
- قسم الأمراض العصبية
- وحدة التصلب المتعدد
- وحدة E.N.T. الوظيفية والمجهرية
- مركز بحوث تطوير التمريض
- الحفاظ على أنسجة مركز الجهاز الحركي ومعالجتها وزرعها
- مستشفى المنيل الجامعي. يقع الدور الرابع من مستشفى قصر العيني
- وحدة أمراض الدم
- التخدير ووحدة العناية المركزة لوحدة العناية المركزة وإدارة الألم
- وحدة الحساسية والمشاكل المناعية
- وحدة الروماتيزم

## عمداء الكلية
1. علي إبراهيم باشا 1929 -1941
2. سليمان عزمى باشا 1941 - 1944
3. إبراهيم شوقي باشا 1945 - 1947
4. مصطفى فهمى سرور بك 1947 - 1949
5. عبد الوهاب مورو باشا 1949 - 1951
6. عبد الله الكاتب بك 1951 - 1954
7. احمد السيد حندوسه بك 1954 - 1956
8. محمد إبراهيم 1956 - 1959
9. محمود عبد الحميد عطيه 1959 - 1963
10. عبد العزيز سامى 1963 - 1967
11. على حسن سرور 1967 - 1971
12. حسن على إبراهيم 1971 - 1974
13. حسن حمدي إبراهيم 1974 - 1977
14. يحى طاهر 1977 - 1979
15. هاشم على فؤاد 1979 - 1985
16. يحى البطاوى 1986 - 1987
17. خيرى السمرة 1987 - 1994
18. محمد معتز الشربينى 1994 -
19. صالح بدير
20. مديحه خطاب
21. سامح فريد
22. لميس رجب
23. حسين خيرى
24. فتحى خضير (2014-2018)
25. هالة صلاح الدين (2018- 2022)
26. منال المصري (2022-2023)
27. حسام صلاح (2023-)